# Sekstus Juliusz Frontyn
Sextus Iulius Frontinus (ur. 40, zm. 103) – rzymski żołnierz, polityk, inżynier i pisarz.

## Życiorys
W 70 r. pełnił urząd pretora miejskiego, którego zrzekł się w tym samym roku i udał się do Germanii Dolnej, gdzie jako legat legionowy (legatus legionis) dowodził legionem II Adiutrix pacyfikującym ten region. Powrócił do Rzymu w rok 73, w którym wybrano go na konsula, a po upływie kadencji został mianowany rzymskim namiestnikiem Brytanii w latach 74–78, w tym czasie zbudował drogę Via Iulia oraz założył obóz dla II Legionu. Jego następcą został Juliusz Agrykola. Po pełnieniu legatury w Germanii dowodził legionem I Minervia. 
Niewiele wiadomo o jego życiu w okresie od 71 do 97 roku. Prawdopodobnie w latach 85-87 był prokonsulem w prowincji Asia, a po pełnieniu tego urzędu zapewne wycofał się z życia publicznego do swoich willi w Anxur i Bajach, co byłoby powiązane z trwającą w tym czasie krwawą walką o władzę (bunt Saturninusa) i terrorem Domicjana.
Powrócił do pełnienia funkcji publicznych zarządów cesarza Nerwy, gdy w 97 r. został zarządcą rzymskich akweduktów. W roku 98 po raz drugi, a w roku 100 po raz trzeci pełnił urząd konsula, trzeci konsulat pełnił wspólnie z Trajanem. Zmarł w 103 albo 104 roku.
Napisał traktat De aquae ductu urbis Romae (O akweduktach miasta Rzymu) oraz zaginiony traktat o miernictwie. Napisał także dzieło o wojskowości pt. De re militari, którą się zajmował w praktyce, ale do dziś zachował się jedynie wyciąg z niego Strategemata (O podstępach wojennych).
Polski przekład: Sekstus Juliusz Frontyn, O akweduktach miasta Rzymu, C. Kunderewicz (tłum.), Warszawa 1961. Brak numerów stron w książce